# 292
Năm 292 là một năm trong lịch Julius. 